# Тулија (Тексас)
Тулија (енгл. Tulia) град је у америчкој савезној држави Тексас. По попису становништва из 2010. у њему је живело 4.967 становника.

## Демографија
Према попису становништва из 2010. у граду је живело 4.967 становника, што је 150 (2,9%) становника мање него 2000. године.
| Група             | 2000.         | 2010.         |
| Белци             | 2.611 (51,0%) | 2.150 (43,3%) |
| Афроамериканци    | 430 (8,4%)    | 506 (10,2%)   |
| Азијати           | 5 (0,1%)      | 9 (0,2%)      |
| Хиспаноамериканци | 2.028 (39,6%) | 2.235 (45,0%) |
| Укупно            | 5.117         | 4.967         |